# ОСВАГ
ОСВАГ (ОСВедомительное АГентство) — інформаційно (освідомлювально)-пропагандистський орган Добровольчої армії, а в подальшому — Збройних Сил Півдня Росії під час Громадянської війни, наділена монополією на надання інформації про дії офіційних структур Білого Півдня і поширення інформації для мас-медіа на територіях, підконтрольних його владі.
Засноване влітку 1918 року генералом Денікіним. ОСВАГ з'явилося як Освідомлювальне агентство при дипломатичному відділі при генералові Алексєєві. Потім його реорганізували як пропагандистський відділ при Особливій нараді. Від лютого 1919 року він отримав назву «Відділ пропаганди при уряді Збройних сил Півдня Росії», але назва ОСВАГ застосовувалася від початку і до кінця існування даного державного органу.
Головне управління ОСВАГ містилося в Ростові за адресою вул. Садова, буд. 60. У займаних Білою армією населених пунктах (найбільші — в Одесі, Харкові та ін.) відкривалися відділення, пункти та підпункти.

## Завдання
ОСВАГ створювалося для того, щоб:
- інформувати населення про Білий рух, його цілі й завдання,
- поширювати інформацію про злочини більшовиків,
- увічнювати пам'ять про героїв Білого руху,
- надавати відомості про поточний стан справ,
- конкурувати з більшовицькою пропагандою.

## Структура
- інформаційна частина,
- агітаційна частина,
- організаційна частина,
- літературно-публіцистична частина,
- художньо-агітаційна частина,
- технічна частина,
- загальна частина.

Керівники — члени кадетської партії:
- фізіолог С. Чахотін[ru], отримав ступінь доктора в Гейдельберзькому університеті в Німеччині, асистент академіка Павлова.
- визначний донський підприємець і громадський діяч М. Є. Парамонов[ru] (з січня 1919 року).
- професор Петроградського університету за кафедрою цивільного права професор К. М. Соколов[ru] (від 11 березня 1919 р.).

В період розквіту в центральному апараті ОСВАГ працювало 255 осіб, загальна чисельність працівників становила за різними даними від 8,5 до 10 тисяч осіб.

## Діяльність ОСВАГ

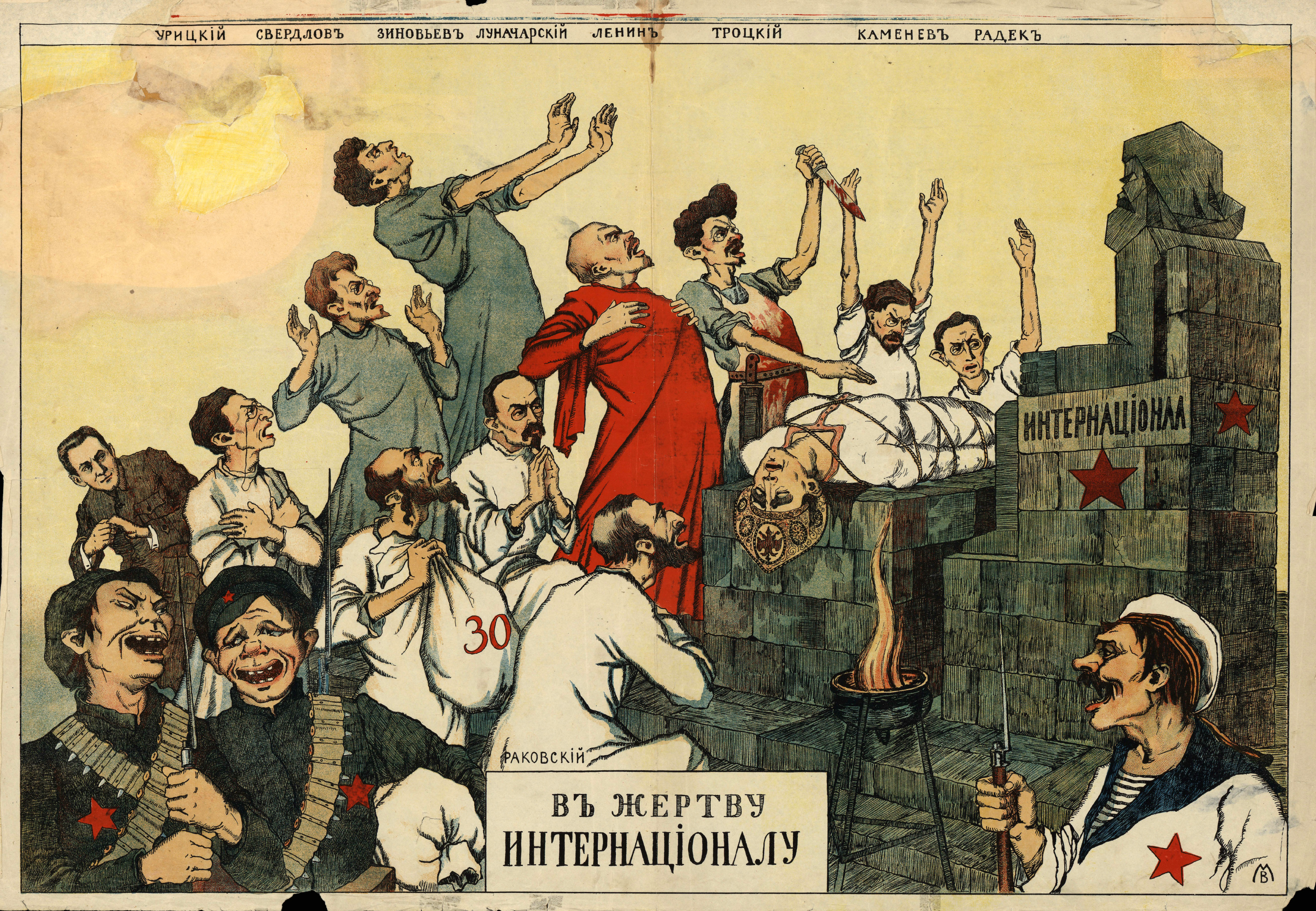
Білогвардійський плакат ОСВАГ «В жертву Інтернаціоналу»

У підпорядкуванні ОСВАГ знаходився ряд газет, журналів, театрів; видавалися плакати, брошури і листівки. Для висвітлення поточних подій на фронті і в тилу проводилися фото- і кінозйомка. Було лекторське бюро, випускався літературно-художній журнал «Орфей», редагований Соколовим С. О.
Для передавання інформації, крім звичайного телеграфу, використовувалися встановлені союзниками в Гур'єві, Таганрозі, Новоросійську, Миколаєві та Севастополі радіостанції потужністю до 35 кВт.
Керівництво Добровольчої армії робило великі ставки на ОСВАГ і виділяло на його потреби значні суми. Так, у січні 1919 року на пропаганду було виділено 25 мільйонів рублів. До серпня 1919 р. на територіях, підконтрольних ЗСПР, діяло 232 пункти і підпункти ОСВАГ.
Робилися спроби встановлення культу білих генералів Корнілова, Алексєєва, Маркова та ін. Їх іменами називали хутори, бронепоїзди, шпиталі та гімназії. Портрети діячів Білого руху виставляли у вітринах і канцеляріях, в книжкових магазинах продавали численні життєписи.
Служба в ОСВАГ давала багатьом представникам творчих професій можливість заробити. Крім того, це рятувало від мобілізації.
З ОСВАГ співпрацювали:
- письменник Іван Бунін;
- письменник Євген Чиріков[ru];
- філософ, князь Євген Трубецькой;
- художник Іван Білібін;
- художник Євген Лансере;
- поет Сергій Соколов

та інші представники російської інтелігенції.

Основною проблемою ОСВАГ були безсистемність роботи і неможливість знайти спільну мову з іншими державними органами, зокрема з Донським відділом освідомлення. Часом ідеї, проголошені різними пропагандистськими структурами білих, суперечили не тільки сподіванням селян і робітників, але й один одному. Співробітники ОСВАГ не зуміли чітко сформулювати і донести до народу ідеологію Білого руху. Всі розуміли, що боротьба ведеться проти більшовиків, але мало хто міг пояснити «за що», власне, воює Біла армія. Великим недоліком ОСВАГ було те, що його діячі не знали своєї цільової аудиторії і намагалися залучити симпатії селян і робітників за допомогою абстрактних гасел, а іноді й відвертого лубка. Нерідко в основу пропаганди закладався антисемітизм, на думку історика Владлена Сироткіна, ОСВАГ протистояв Вікнам РОСТА так:
З відстані часу, читаючи спогади учасників Громадянської війни з «червоної» і «білої» сторін, починаєш розуміти, що обидва «агітпропи» — в Москві і в Ростові-на-Дону — були дзеркальним відбиттям один одного, тільки з протилежними знаками. У Москві висіли «Вікна РОСТА» з віршами Маяковського і Дем'яна Бєдного, в Ростові — «Вікна ОСВАГ» з віршами Наживіна або «білого Дем'яна» віршомаза А. Грідіна. Там червоноармієць протикає багнетом буржуя і білого генерала, тут дебелий доброволець — «жида» Троцького.Оригінальний текст (рос.)
С высоты прошедших лет, читая воспоминания участников Гражданской войны с «красной» и «белой» сторон, начинаешь понимать, что оба «агитпропа» — в Москве и в Ростове-на-Дону — были зеркальным отражением друг друга, только с обратными знаками. В Москве висели «Окна РОСТА» со стихами Маяковского и Демьяна Бедного, в Ростове — «Окна ОСВАГа» с виршами Наживина или «белого Демьяна» рифмоплёта А. Гридина. Там красноармеец протыкает штыком буржуя и белого генерала, здесь ражий доброволец — «жида» Троцкого.— Владлен Сироткин «Зарубежные клондайки России»
Керівництво ЗСПР вважало, що в агітаційно-пропагандистському відділі Добровольчої армії не місце євреям і соціалістам. Денікін прямо вказував, що вважав «шкідливою участь євреїв у відділі урядової пропаганди» і дав вказівку усунути євреїв, яких дійсно було багато в ОСВАГ. Розпорядженням начальника Відділу пропаганди від 8 серпня 1919 р. євреї з ОСВАГ були всі «звільнені до останнього». У зв'язку з цими обмеженнями К. М. Соколов згадував: «Ми повинні були працювати без соціалістів і євреїв. Люди, які знають національний і партійний склад нашої інтелігенції, яка вміє говорити, писати і по-справжньому агітувати, зрозуміють, що це означало на практиці…». Соколов писав про поодинокі прецеденти роботи євреїв в ОСВАГ, оскільки «при повально антисемітському настрої маси, особливо військової, єврей в ролі агітатора-пропагандиста був просто „неможливий“».

## Ставлення до ОСВАГ
Історик О. С. Пученков звертав увагу на те, що сучасники зводили невдалу національну політику ЗСПР до неспроможності керівників ОСВАГ, особливо К. М. Соколова. Критика ОСВАГ звучала як з боку прихильників Білої справи, так і з боку прихильників Радянської влади.
Серед білих критика звучала як з правого, так і з лівого боку — у перших в ходу була фраза: «бий жидів і осважників» — вони дорікали ОСВАГ за те, що воно нібито переповнене євреями, які прагнуть уникнути призову в Добровольчу армію. Ліві дорікали ОСВАГ за те, «що він готує громадську думку до сходження адмірала Колчака на російський трон».
Пізніше до критики діяльності ОСВАГ приєдналася Біла еміграція.
ОСВАГ ліквідував генерал Врангель у березні 1920 року.